# 小田急商事
小田急商事株式会社（おだきゅうしょうじ、英: Odakyu Shoji Co.,Ltd.）は、神奈川県川崎市麻生区に本社を置き、スーパーマーケットやコンビニエンスストア、駅売店の運営などを行う小田急グループの企業。小田急電鉄の完全子会社。また、小田急電鉄の駅ナカでフランチャイジーとして、セブン-イレブンやドトールコーヒーの一部店舗も展開している。

## 沿革
- 1963年（昭和38年）
  - 8月30日 - 株式会社オー・エックスを設立[3]。
  - 12月8日 - 相模大野店を開店、ストア事業を開始[6]。
  - 12月24日 - 成城店を開店[6]。
- 1966年（昭和41年） - 旧小田急商事株式会社を吸収合併し、株式会社オー・エックスから小田急商事株式会社に商号変更[1][3]。駅構内売店事業を開始[1]。
- 1971年 (昭和46年)　- 東京都世田谷区経堂（Odakyu OX 経堂本店内）へ本社を移転[1]。
- 1975年（昭和50年） - 小田急食品株式会社を設立[3]。
- 1976年（昭和51年） - 座間生鮮食品センター（現・小田急食品株式会社）を開設[1]。コンビニエンスストア事業を開始[1]。
- 1988年（昭和63年）12月21日 - 株式会社北欧トーキョーを設立。
- 2000年（平成12年） - 保育・介護事業を開始[1]。
- 2001年（平成13年）- 箱根登山興業株式会社を株式会社小田急フレッシュへ商号変更[1]。
- 2006年（平成18年） - 保育・介護事業を会社分割して、子会社・株式会社小田急ライフアソシエを設立[1]。
- 2008年（平成20年） - 神奈川県川崎市麻生区万福寺3丁目1番2号（Odakyu OX 万福寺店内）へ本社を移転[1]。
- 2011年（平成23年） - 経堂駅前の再開発に伴い解体された旧・経堂本店跡地に、ショッピングセンター「経堂コルティ」が開業。キーテナントとして経堂店を出店。
- 2012年（平成24年） - 株式会社小田急フレッシュ（旧箱根登山興業株式会社）を吸収合併[1]。
- 2016年（平成28年） - コンビニ型新店舗「Odakyu OX MART」の1号店を新百合ヶ丘駅構内に出店[7]。
- 2018年（平成30年）
  - 7月5日 - 小田急電鉄とともにセブン&アイ・ホールディングスとの業務提携に関して最終合意[8]。
  - 10月1日 - セブン-イレブン・ジャパンとの提携1号店となる「セブン-イレブン 小田急マルシェ新宿店」が開業[9]。
- 2020年（令和2年）6月3日 - 本店所在地を東京都世田谷区経堂2丁目1番33号（経堂コルティ）から現在地（本社所在地と同一）へ変更[2]。
- 2021年（令和3年）8月18日 - Odakyu OX全店でセブン&アイ・ホールディングスのプライベートブランド「セブンプレミアム」の販売開始[10]。

## 展開事業

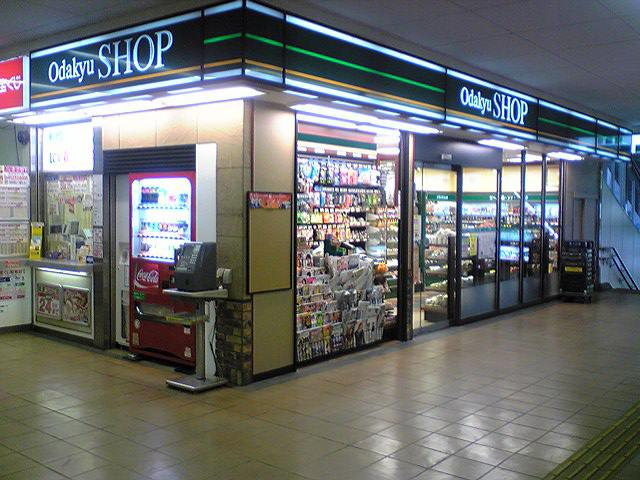
Odakyu SHOP 南林間店（セブン-イレブンへ転換済）

セブン&アイHDと小田急電鉄および小田急商事の業務提携の合意に基づき、小田急商事が運営する駅売店と駅ナカコンビニを、2018年から2年程度をかけ順次、セブン-イレブンへ転換することとなった。また都市型スーパーマーケット事業においても、セブン&アイの店舗運営ノウハウを取り入れ、同社からプライベートブランド「セブンプレミアム」の供給を受け入れるとしている。
2018年2月末時点で、スーパーマーケット「Odakyu OX」26店舗、駅売店「Odakyu SHOP」88店舗、駅ナカコンビニ「Odakyu MART」13店舗を運営していた。セブン&アイHDとの業務提携により、このうち駅売店「Odakyu SHOP」と駅ナカコンビニ「Odakyu MART」がセブン-イレブンへ順次転換された。セブン-イレブン・ジャパンは鉄道事業者との提携を進めており、JR西日本およびJR四国、京浜急行電鉄、京王電鉄、多摩都市モノレールなどと提携している。

### 都市型スーパーマーケット事業「Odakyu OX」

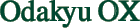
Odakyu OXのロゴ

2020年7月現在28店舗。小田急ポイントサービスの加盟店。
「OX（オーエックス）」の由来は、Odakyu（小田急）から「O」、Exchange（交換・取引所）から「X」をそれぞれ一字取ったものであり、「小田急の、商品を交換・取引する場所。」という意味である。米軍基地にある物品交換所のことを「PX（ピーエックス）」と言っていたため、それをもじったとも言われる。
なお、小田急電鉄社史によると、「Odakyu OX」の広告の作成を外部に委託した際に「Odakyu ○×（おだきゅう まるばつ）」と呼び合っていたことがあった。

### 駅売店・コンビニエンス事業
- Odakyu OX MART（駅ナカコンビニ）
  - かつては「Odakyu MART」の屋号で営業し、2018年11月時点で10店舗が存在した。また、2016年4月にはコンビニ型新業態「Odakyu OX MART」を出店したが[14]、2018年からセブン-イレブンへ順次転換を開始。
  - セブン-イレブンへの転換開始以降、Odakyu OX MARTは新百合ヶ丘店のみ現存していたが、2023年4月よりチェーン展開を再開し、同月には祖師谷店[15]が、翌5月には町田店[16]がオープンし、2023年5月時点で3店舗を出店する。

- セブン-イレブン（コンビニ、駅売店） 
  - 主に「Odakyu MART」「Odakyu SHOP」「Odakyu AZUR」から転換されたものだが、一部では新規出店した店舗も存在し、出店範囲は駅舎外にも拡大している。小田原駅では土産物店「小田原駅名産店」を併設する。
  - 小田急商事運営店舗は原則として「セブン-イレブン 小田急○○店」と店舗名に小田急が付けられる。
  - 2022年4月時点で、59店舗を出店する。

### 専門店事業
- ドトールコーヒー（カフェ）
  - 2020年5月時点で、10店舗を出店する[17]。

## 過去に存在した店舗

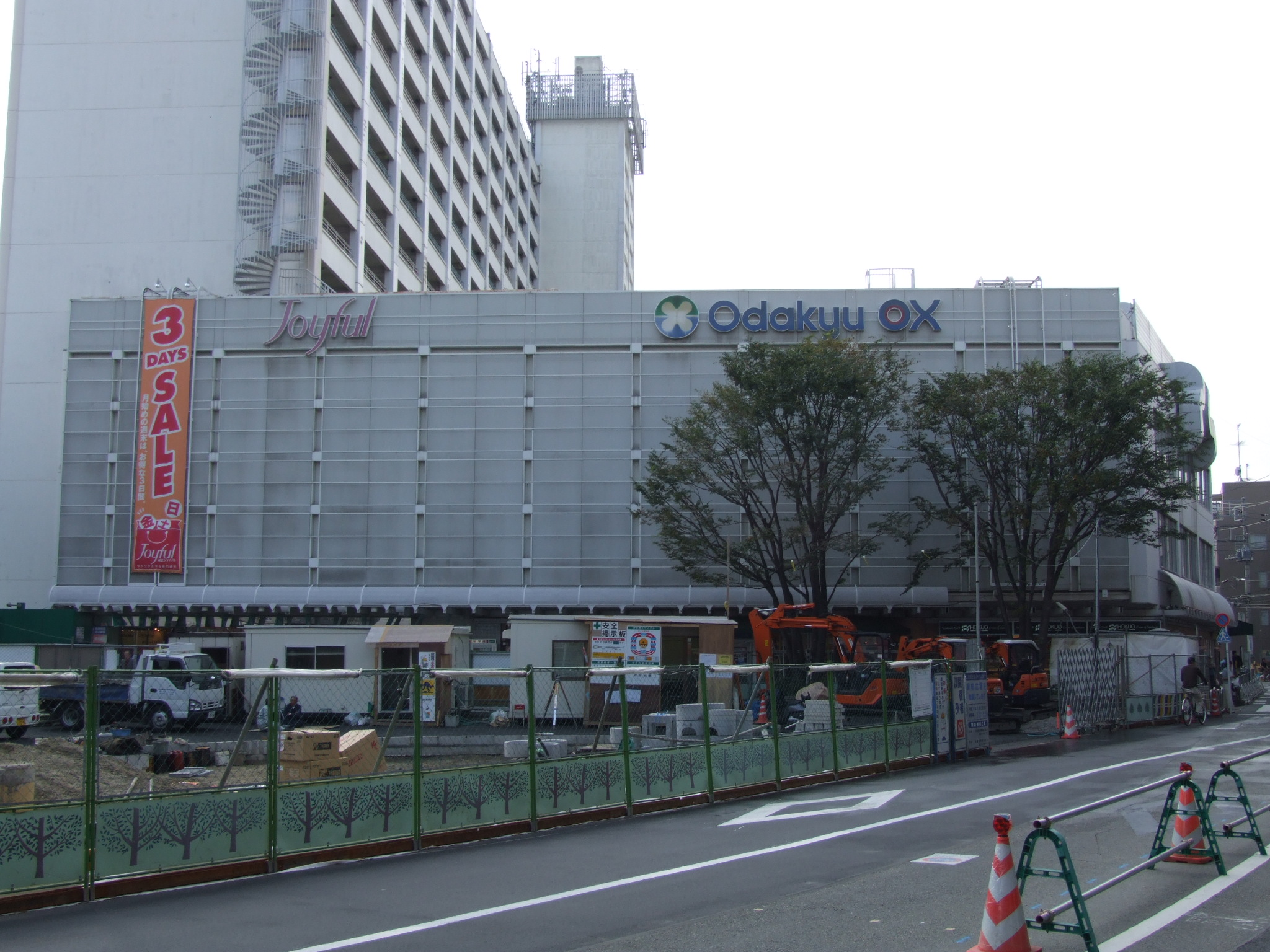
かつての経堂本店

下記の店舗以外にも、過去にはミニプラやオンデーズ、宝くじ売り場などのフランチャイズ運営も手掛けていた。

### Odakyu OX（スーパーマーケット）

#### 東京都
- 豪徳寺店（世田谷区豪徳寺、1966年（昭和41年）開店[19] - 1981年（昭和56年）閉店[19]）
店舗面積478m2[19]
- 経堂店（世田谷区経堂2-1-31[3]、1964年（昭和39年）5月8日開店[20]）
店舗面積1,085m2[20]→3,428m2[3]。
- 下北沢店（世田谷区北沢2-20-11[21]、1964年（昭和39年）5月8日開店[21]）
店舗面積253m2[21]
- 池尻店（世田谷区、2008年（平成20年）6月開店[22]）
- 小平店（小平市、1971年（昭和46年）11月27日開店[6]）
- 多摩店（多摩市落合3-18-1、1976年（昭和51年）3月開店[23]）
店舗面積665m2[23]。
- 町田店（町田市原町田6-12-20、1958年（昭和33年）12月23日開店[6]）
旧小田急商事の「小田急ストア」として開業[6]。小田急百貨店町田店の建設に伴って閉店[24]。
- 木曽店（町田市木曽東4-18-1[3]、1967年（昭和42年）11月21日開店[20]）
店舗面積777m2[20]→982m2[3]。
- やくし台店（町田市薬師台2-13-1、1990年（平成2年）9月開店[23]）
店舗面積481m2[23]。

#### 神奈川県
- 橋本店（相模原市橋本3-114-1[25]、1969年（昭和44年）11月20日開店[25]）
店舗面積4,300m2[25]。
- 相模大野店（相模原市上鶴間3512[26]、1963年（昭和38年）12月8日開店[26]）
店舗面積1,010m2[26]。
- 東林間店（相模原市東林間5-6-6[3]、2000年（平成12年）4月開店[3]）
店舗面積1,100m2[3]。
- 大和プロス店（大和市）
大和店として移転。[要出典]
- 厚木店（海老名市河原口400-2[3]、1992年（平成4年）10月開店[3]）
店舗面積765m2[3]。小田急マルシェ厚木の中核テナントとして開業したが、2010年4月30日閉店。駅前再開発事業に伴い[27]、2020年解体[28]。
- 秦野店（秦野市、1972年（昭和47年）4月開店[29]）
店舗面積879m2[29]。
過去に一度撤退したが、2017年9月に再出店[30]。
- 平塚店（平塚市明石町21-34[31]、1975年（昭和50年）4月26日開店[31]）
店舗面積5,699m2[31]
- 栢山店（小田原市、1990年（平成2年）3月開店[23]）
店舗面積694m2[23]。箱根登山興業のとざんストアを転換した店舗。[要出典]

### Odakyu MART・Odakyu OX（コンビニエンスストア）
以下はセブン&アイHDとの業務提携前に閉店した店舗。
- 高田馬場店（東京都新宿区、1995年（平成7年）11月開店[23]）
店舗面積120m2[23]
- 渋谷本町店（東京都渋谷区、1979年（昭和54年）7月開店[23]）
店舗面積117m2[23]
- 東中野店（東京都中野区、1976年（昭和51年）6月開店[23]）
店舗面積195m2[23]
- 東高円寺店（東京都杉並区、1979年（昭和54年）7月開店[23]）
店舗面積112m2[23]
- 荻窪店（東京都杉並区荻窪5-30-6、1978年（昭和53年）10月開店[3]）
店舗面積145m2[3]
- 吉祥寺本町店（東京都武蔵野市吉祥寺本町3-7-11、1980年（昭和55年）2月開店[3]）
店舗面積111m2[3]
- 三鷹牟礼店（東京都三鷹市牟礼2-15-3、1996年（平成8年）12月開店[3]）
店舗面積113m2[3]。
- 三鷹野崎店（東京都三鷹市野崎3-25-13、1997年（平成9年）9月開店[3]）
店舗面積104m2[3]。
- 富士見ヶ丘店（東京都杉並区、1990年（平成2年）7月開店[23]）
店舗面積89m2[23]
- 明大前店（東京都世田谷区、1984年（昭和59年）8月開店[23]）
店舗面積84m2[23]
- 北沢店（東京都世田谷区北沢3-1-4[3]、1983年（昭和58年）7月開店[3]）
店舗面積56m2[3]。
- 下北沢南口店（東京都世田谷区北沢22011[3]、1995年（平成7年）7月開店[3]）
店舗面積67m2[3]。
- 梅ヶ丘店（東京都世田谷区梅丘1-15-14[3]、1988年（昭和63年）1月開店[3]）
店舗面積85m2[3]。
- 向ヶ丘遊園店（神奈川県川崎市多摩区登戸2100[3]、1976年（昭和51年）12月開店[3]）
店舗面積136m2[3]。
- 五月台店（神奈川県川崎市麻生区五力田2-3-1[3]、1993年（平成5年）4月開店[3]）
店舗面積99m2[3]。
- 成瀬店（東京都町田市成瀬が丘2-23-5[3]、1995年（平成7年）12月開店[3]）
店舗面積118m2[3]。
- 鶴間店（神奈川県大和市西鶴間1-1[3]、1982年（昭和57年）10月開店[3]）
店舗面積145m2[3]。
- 大和店（神奈川県大和市中央1-1-26[3]、1995年（平成7年）11月開店[3]）
店舗面積155m2[3]。
- 桜ヶ丘店（神奈川県大和市福田5522[3]、1994年（平成6年）5月開店[3]）
店舗面積75m2[3]。
- 高座渋谷店（神奈川県大和市福田2019[3]、1994年（平成6年）6月開店[3]）
店舗面積98m2[3]。
- 日大店（神奈川県藤沢市亀井野866[3]、2000年（平成12年）4月開店[3]）
店舗面積149m2[3]。
- 本厚木東口店（神奈川県厚木市泉町1-1[3]、1998年（平成10年）12月開店[3]）
店舗面積98m2[3]。
施設改修工事後の2014年5月、本厚木ミロードイースト店として再出店。[要出典]
- 愛甲石田店（神奈川県厚木市愛甲宮前1032-6[3]、1993年（平成5年）6月開店[3]）
店舗面積115m2[3]。
- 伊勢原店（神奈川県伊勢原市桜台1-1-43[3]、1986年（昭和61年）3月開店[3]）
店舗面積95m2[3]。
- 秦野店（神奈川県秦野市大秦町1-1[3]、1996年（平成8年）12月開店[3]）
店舗面積223m2[3]。
- くず葉台店（神奈川県秦野市、1977年（昭和52年）3月開店[29]）
店舗面積120m2[29]。
- 熱海店（静岡県熱海市、熱海ラスカ）

### Odakyu OX SHOP（駅売店）
- 当初は「OX SHOP」の屋号で展開していたが、Odakyu OXが現行の看板デザインを採用したのに合わせ、多くの店舗で順次「Odakyu SHOP」へ屋号を変更した。その後は「Odakyu SHOP」や「OX SHOP」、「Odakyu AZUR」、「Odakyu OX SHOP＋くすり[32]」といった様々な屋号が混在し、2018年5月時点で88店舗を展開していた。
- 2018年からセブン-イレブンへ順次転換を開始。同時に不採算店舗の閉鎖も進められ、売店が全廃となった駅も存在する。

### Odakyu BOOKMATES（書店）
2019年3月に最後の店舗であった相模大野店が閉店。
- 東北沢店（東京都世田谷区）
- 祖師ケ谷大蔵店（東京都世田谷区）
- 生田店（神奈川県川崎市多摩区）
- 新百合ヶ丘北口店（神奈川県川崎市麻生区）
- 玉川学園店（東京都町田市）
- 相模大野店（神奈川県相模原市南区）
- 東林間店（神奈川県相模原市南区）
- 南林間店（神奈川県大和市）
- 大和店（神奈川県大和市）

### The New's TSUTAYA
カルチュア・コンビニエンス・クラブとフランチャイズ契約を結び「The New's TSUTAYA」を展開していた。2018年5月に最後の店舗であった経堂店が閉店。

## 関連会社
- 小田急食品株式会社 - 食料品。
- 株式会社神奈中商事

### 過去の関連会社
- 株式会社小田急ライフアソシエ - 2000年に小田急商事として保育・介護事業を開始[1]、2006年に会社分割により設立[1]。2016年7月1日付でニチイ学館が小田急商事から全株式を取得し、子会社として「株式会社ニチイふらわあ」へ社名変更[33]。